# NASCAR Winston Cup 1993
De NASCAR Winston Cup 1993 was het 45e seizoen van het belangrijkste NASCAR kampioenschap dat in de Verenigde Staten gehouden wordt. Het seizoen startte op 14 februari met de Daytona 500 en eindigde op 14 november met de Hooters 500. Dale Earnhardt won de titel voor de zesde keer in zijn carrière. De trofee rookie of the year werd gewonnen door Jeff Gordon.
Tijdens het jaar kwamen twee actieve rijders om het leven. Alan Kulwicki overleed in april na een vliegtuigcrash, Davey Allison overleed in juli na een crash met een helikopter.

## Races
Top drie resultaten, exhibitie- en kwalificatiewedstrijden staan niet vermeld.
| '  | Datum  | Race                         | Circuit                         | Winnaar         | Tweede               | Derde           |
| 1  | 14-feb | Daytona 500                  | Daytona International Speedway  | Dale Jarrett    | Dale Earnhardt       | Geoff Bodine    |
| 2  | 28-feb | Goodwrench 500               | North Carolina Speedway         | Rusty Wallace   | Dale Earnhardt       | Ernie Irvan     |
| 3  | 7-mrt  | Pontiac Excitement 400       | Richmond International Raceway  | Davey Allison   | Rusty Wallace        | Alan Kulwicki   |
| 4  | 20-mrt | Motorcraft Quality Parts 500 | Atlanta Motor Speedway          | Morgan Shepherd | Ernie Irvan          | Rusty Wallace   |
| 5  | 28-mrt | TranSouth 500                | Darlington Raceway              | Dale Earnhardt  | Mark Martin          | Dale Jarrett    |
| 6  | 4-apr  | Food City 500                | Bristol Motor Speedway          | Rusty Wallace   | Dale Earnhardt       | Kyle Petty      |
| 7  | 18-apr | First Union 400              | North Wilkesboro Speedway       | Rusty Wallace   | Kyle Petty           | Ken Schrader    |
| 8  | 25-apr | Hanes 500                    | Martinsville Speedway           | Rusty Wallace   | Davey Allison        | Dale Jarrett    |
| 9  | 2-mei  | Winston 500                  | Talladega Superspeedway         | Ernie Irvan     | Jimmy Spencer        | Dale Jarrett    |
| 10 | 16-mei | Save Mart Supermarkets 300K  | Infineon Raceway                | Geoff Bodine    | Ernie Irvan          | Ricky Rudd      |
| 11 | 30-mei | Coca-Cola 600                | Charlotte Motor Speedway        | Dale Earnhardt  | Jeff Gordon          | Dale Jarrett    |
| 12 | 6-jun  | Budweiser 500                | Dover International Speedway    | Dale Earnhardt  | Dale Jarrett         | Davey Allison   |
| 13 | 13-jun | Champion Spark Plug 500      | Pocono Raceway                  | Kyle Petty      | Ken Schrader         | Harry Gant      |
| 14 | 20-jun | Miller Genuine Draft 400     | Michigan International Speedway | Ricky Rudd      | Jeff Gordon          | Ernie Irvan     |
| 15 | 3-jul  | Pepsi 400                    | Daytona International Speedway  | Dale Earnhardt  | Sterling Marlin      | Ken Schrader    |
| 16 | 11-jul | Slick 50 300                 | New Hampshire Motor Speedway    | Rusty Wallace   | Mark Martin          | Davey Allison   |
| 17 | 18-jul | Miller Genuine Draft 500     | Pocono Raceway                  | Dale Earnhardt  | Rusty Wallace        | Bill Elliott    |
| 18 | 25-jul | DieHard 500                  | Talladega Superspeedway         | Dale Earnhardt  | Ernie Irvan          | Mark Martin     |
| 19 | 8-aug  | Budweiser At The Glen        | Watkins Glen International      | Mark Martin     | Wally Dallenbach Jr. | Jimmy Spencer   |
| 20 | 15-aug | Champion Spark Plug 400      | Michigan International Speedway | Mark Martin     | Morgan Shepherd      | Jeff Gordon     |
| 21 | 28-aug | Bud 500                      | Bristol Motor Speedway          | Mark Martin     | Rusty Wallace        | Dale Earnhardt  |
| 22 | 5-sep  | Mountain Dew Southern 500    | Darlington Raceway              | Mark Martin     | Brett Bodine         | Rusty Wallace   |
| 23 | 11-sep | Miller Genuine Draft 400     | Richmond International Raceway  | Rusty Wallace   | Bill Elliott         | Dale Earnhardt  |
| 24 | 19-sep | SplitFire Spark Plug 500     | Dover International Speedway    | Rusty Wallace   | Ken Schrader         | Darrell Waltrip |
| 25 | 26-sep | Goody's 500                  | Martinsville Speedway           | Ernie Irvan     | Rusty Wallace        | Jimmy Spencer   |
| 26 | 3-okt  | Tyson Holly Farms 400        | North Wilkesboro Speedway       | Rusty Wallace   | Dale Earnhardt       | Ernie Irvan     |
| 27 | 10-okt | Mello Yello 500              | Charlotte Motor Speedway        | Ernie Irvan     | Mark Martin          | Dale Earnhardt  |
| 28 | 24-okt | AC Delco 400                 | North Carolina Speedway         | Rusty Wallace   | Dale Earnhardt       | Bill Elliott    |
| 29 | 31-okt | Slick 50 500                 | Phoenix International Raceway   | Mark Martin     | Ernie Irvan          | Kyle Petty      |
| 30 | 14-nov | Hooters 500                  | Atlanta Motor Speedway          | Rusty Wallace   | Ricky Rudd           | Darrell Waltrip |

## Eindstand - Top 10
| 1  | Dale Earnhardt  | 4526 |
| 2  | Rusty Wallace   | 4446 |
| 3  | Mark Martin     | 4150 |
| 4  | Dale Jarrett    | 4000 |
| 5  | Kyle Petty      | 3860 |
| 6  | Ernie Irvan     | 3834 |
| 7  | Morgan Shepherd | 3807 |
| 8  | Bill Elliott    | 3774 |
| 9  | Ken Schrader    | 3715 |
| 10 | Ricky Rudd      | 3644 |